# Solidarni z Białorusią
Solidarni z Białorusią – nazwa corocznych koncertów masowych pod gołym niebem, organizowanych w Warszawie od 2006 roku przez stowarzyszenie Inicjatywa Wolna Białoruś (IWB), a od 2011 roku także w innych miastach w Polsce i za granicą przez organizacje współpracujące z IWB. Według niektórych źródeł jest to największa na świecie cykliczna akcja poparcia dla demokracji na Białorusi. Do występów zapraszani są popularni białoruscy muzycy śpiewający w języku białoruskim, a także polscy artyści. Ponadto akcję ze sceny lub dzięki filmom wyświetlanym na telebimach wspierają także inne osobistości życia publicznego. Pierwszy koncert odbył się na Rynku Nowego Miasta, drugi i trzeci na Placu Zamkowym, czwarty – na Placu Tetralnym. Imprezy nie były biletowane.

## Koncert w poszczególnych latach

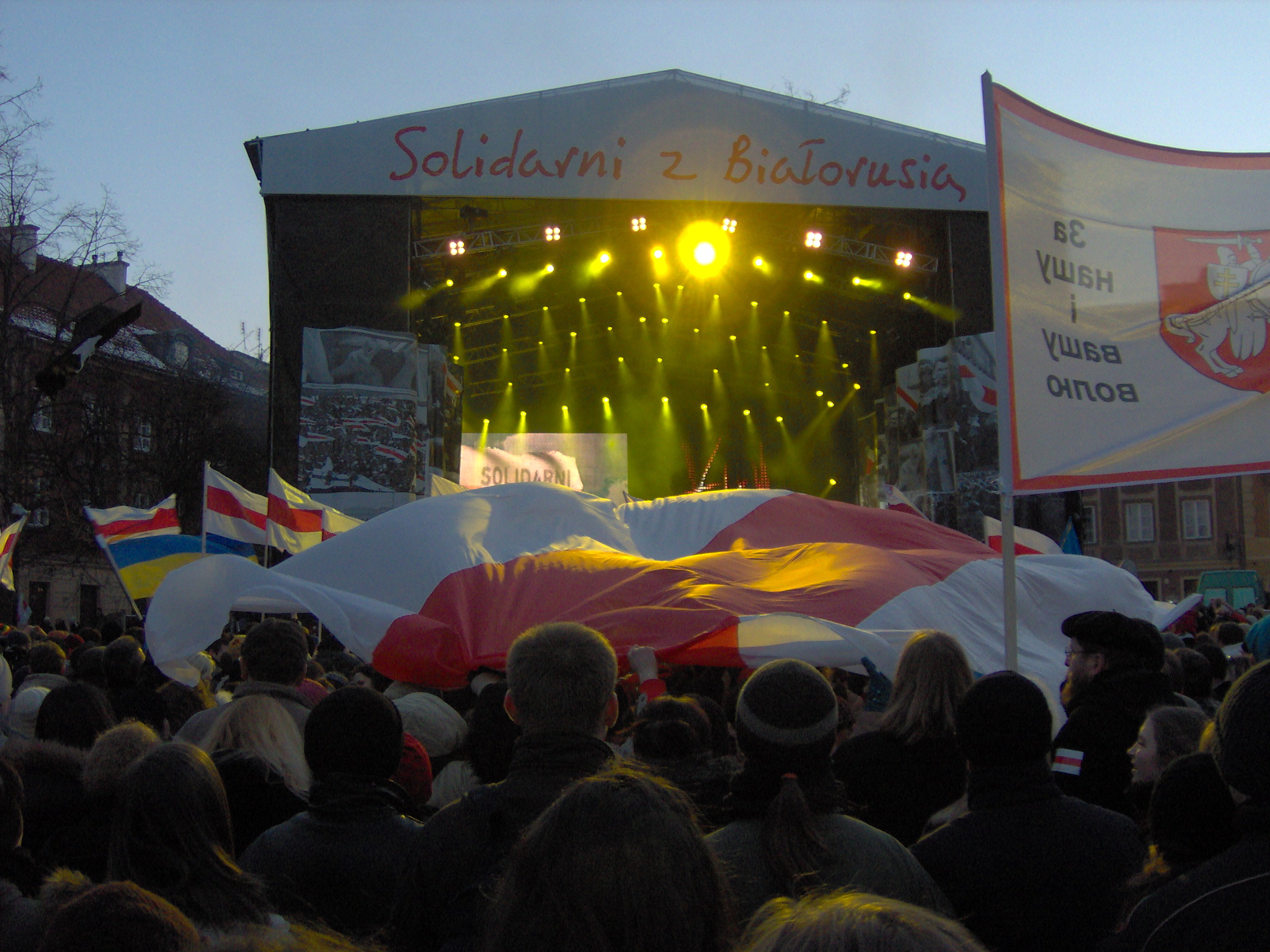
Koncert „Solidarni z Białorusią” w 2006 r.

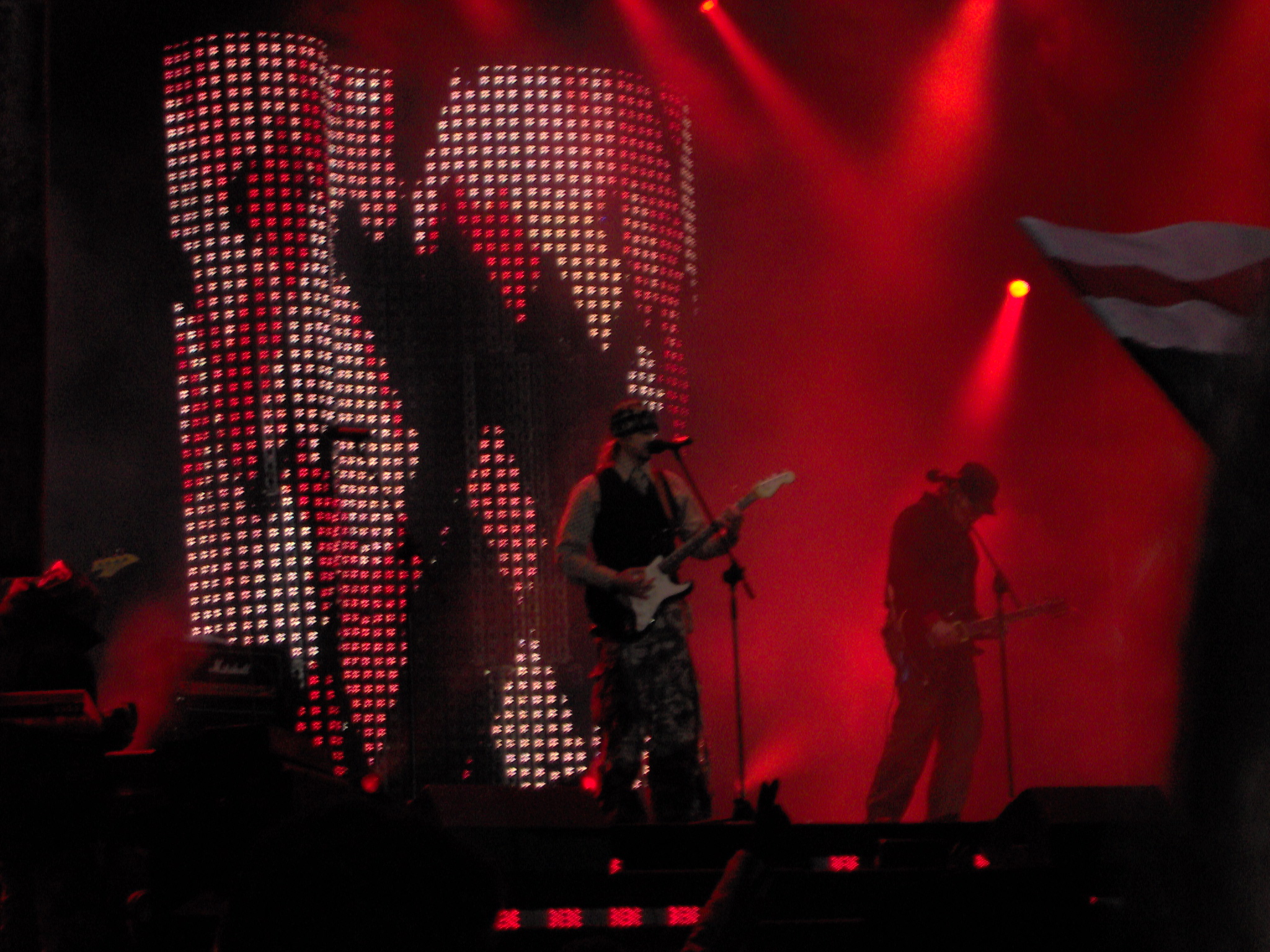
Lawon Wolski podczas występu w 2006 r.

### 2006
Pierwszy koncert odbył się 12 marca 2006 roku na Rynku Nowego Miasta w Warszawie. Organizacja imprezy miała być wyrazem sprzeciwu wobec spodziewanych fałszerstw w wyborach prezydenckich na Białorusi. Jej celem było także okazanie poparcia dla demokracji i zwrócenie uwagi na problem łamania praw człowieka w tym kraju. Koncert rozpoczął się o godzinie 17., a od 17:35 transmitowany był na żywo w Programie Pierwszym Telewizji Polskiej. Jego producentem wykonawczym był Igor Znyk.
Na koncercie wystąpili razem białoruscy muzycy i polskie gwiazdy rocka. Białorusini śpiewali najbardziej znane utwory polskiego rocka pierwszej połowy lat 80., takie jak Mniej niż zero Lady Pank czy Białą flagę Republiki, w specjalnie przygotowanym na ten koncert przekładzie na język białoruski. Wykonywali także własne piosenki. Wśród występujących białoruskich muzyków byli m.in.: zespół N.R.M. wraz z wokalistą Lawonem Wolskim, bard i założyciel zespołu Krivi Dzmitryj Wajciuszkiewicz, wokalista zespołu Neuro Dubel Alaksandr Kulinkowicz, Ihar Waraszkiewicz, Kaciaryna Kamocka, Rusia, Wiaczasłau Korań, a także Michaił Reucki i Pawieł Supanienka, białoruscy licealiści, którzy rapowali o sprzeciwie wobec dyktatury. Polskimi artystami byli: Adam Nowak z zespołu Raz, Dwa, Trzy, Katarzyna Nosowska, Grzegorz Markowski, zespół Hey i Muniek Staszczyk, który gościnnie zagrał z zespołem Habakuk. Na scenie pojawiły się także znane osobistości polskiego życia publicznego oraz działacze białoruskiego ruchu demokratycznego. Reżyser Andrzej Wajda powiedział: Jestem wzruszony. Dożyłem naszego dojścia do wolności i chwili, w której przejmujemy się też wolnością innych. Polscy aktorzy, m.in.: Borys Szyc, Zbigniew Zamachowski i Daniel Olbrychski opowiadali o łamaniu praw człowieka na Białorusi. Wystąpił też młody białoruski działacz Franciszak Wiaczorka.
Koncert zgromadził na placu według różnych źródeł od około 5 do ponad 6 tysięcy widzów. Wśród publiczności powiewały liczne biało-czerwono-białe flagi Białorusi (zabronionej przez prezydenta Alaksandra Łukaszenkę), ale także flagi Kazachstanu, Wielkiej Brytanii, Ukrainy i Czeczeńskiej Republiki Iczkerii. Obecne były też flagi białoruskiej młodzieżowej opozycyjnej organizacji „Żubr”. Pojawiły się także transparenty o tematyce politycznej. Jeden z nich przedstawiał polskiego Białego Orła i białoruską Pogoń opatrzone podpisami po polsku i białorusku: Za Naszą i Waszą Wolność – Za naszu i waszu wolu. Inny transparent zawierał napis po białorusku: Padlaszsza i Haradzienszczyna za Milinkiewicza (pol. Podlasie i Grodzieńszczyzna za Milinkiewicza). W czasie koncertu organizatorzy sprzedawali znaczki i opaski wyrażające poparcie dla demokracji na Białorusi. Obok sceny pracował też telebim, na którym pokazano m.in. wideoklip zrealizowany przez białoruskich licealistów, którego pomysłodawcą był Maks Rusć, a przy realizacji którego pomagał polski reżyser Mirosław Dembiński.
W dniach 13–19 marca, w tygodniu pomiędzy koncertem i wyborami prezydenckimi na Białorusi, w Warszawie miała miejsce cała seria imprez i wydarzeń związanych z Białorusią. Były to m.in. happeningi, wystawa, tzw. alternatywny punkt wyborczy pod ambasadą Białorusi, wykład Tadeusza Mazowieckiego, pokaz filmów, wieczór literacki, koncerty oraz katolicka msza święta odprawiona w języku białoruskim. Ich organizatorami były m.in. Inicjatywa Wolna Białoruś, Związek na rzecz Demokracji w Białorusi i Amnesty International.
Niektóre z przygotowanych na koncert białoruskich wersji polskich utworów, takie jak Autobiografia, odniosły znaczny sukces na Białorusi i przez pewien czas zajmowały wysokie miejsca na niezależnych listach przebojów.

### 2007

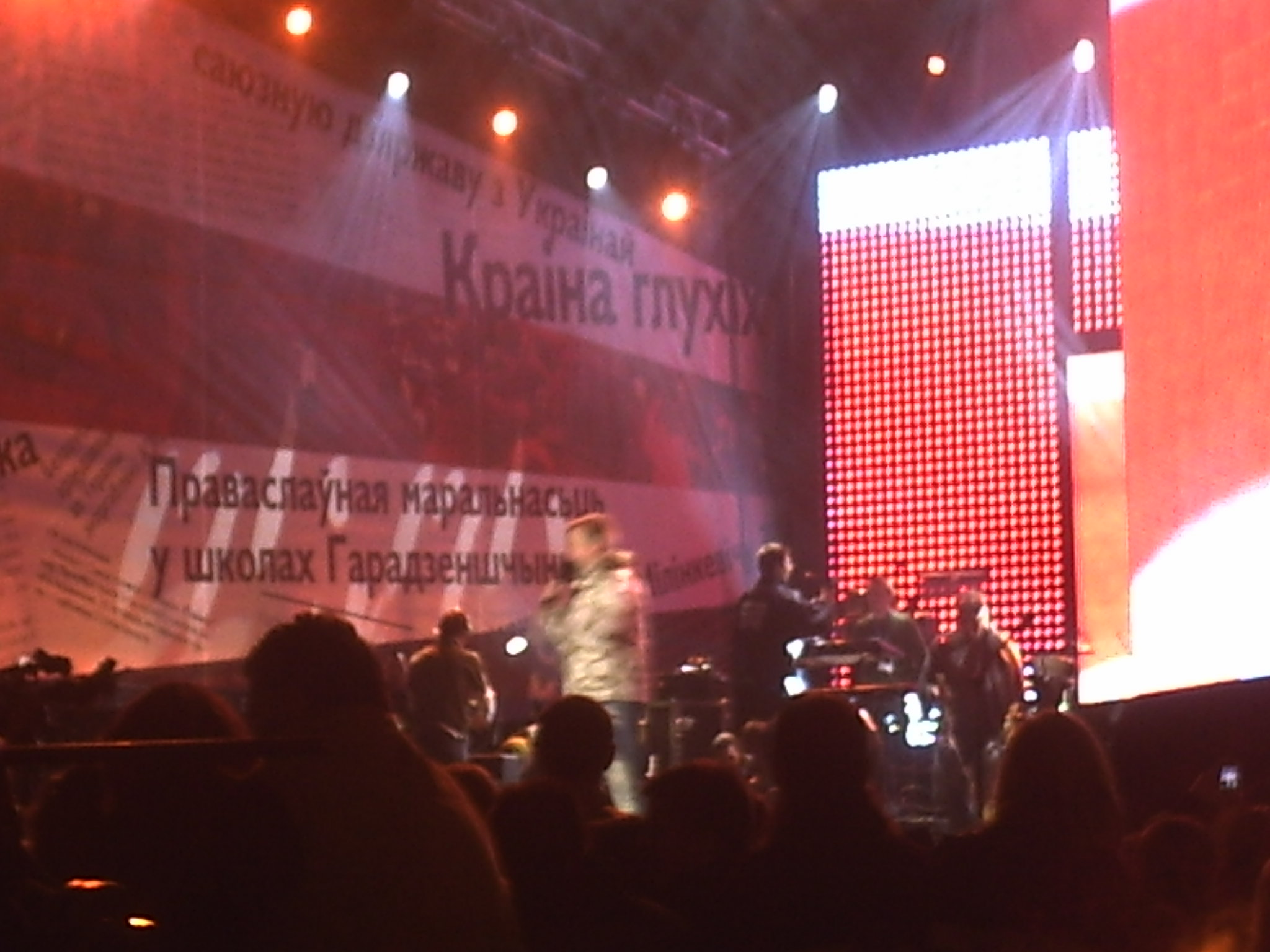
Koncert „Solidarni z Białorusią” w 2007 r.

Drugi koncert odbył się na placu Zamkowym w Warszawie 25 marca 2007 roku. Jego data została wyznaczona na dokładną 89. rocznicę ogłoszenia niepodległości Białoruskiej Republiki Ludowej – pierwszego białoruskiego tworu państwowego. Impreza rozpoczęła się o godzinie 19:00, a od 21:10 transmitowana była na żywo przez kanały telewizyjne TVP1 i TVP Polonia oraz Europejskie Radio dla Białorusi. Relację przeprowadziła również telewizja interaktywna iTVP.
W odróżnieniu od poprzedniego koncertu, na którym dominowała muzyka rockowa z lat 80., tym razem organizatorzy stylem przewodnim uczynili reggae, będącą, ich zdaniem, muzyką wolności i jedności. Lista białoruskich muzyków, którzy wystąpią, do ostatniej chwili była trzymana w tajemnicy z obawy o represje ze strony władz Białorusi. Pojawiły się jednak opinie, że niektórzy z białoruskich artystów, tacy jak Kaciaryna Kamocka czy Krou, odmówili występu. Przyczyną miała być konwencja koncertu, w którym główne role miały przypaść polskim muzykom, a udział języka białoruskiego w ich przekonaniu został niepotrzebnie ograniczony na rzecz wykonywania np. pieśni Boba Marleya w języku angielskim. Ostatecznie z białoruskich wykonawców wystąpił m.in. Pomidor/OFF. Z polskich muzyków wystąpili między innymi: Maleo Reggae Rockers, Kayah, Kasia Nosowska, Muniek Staszczyk, Lech Janerka, Adam Nowak, Sidney Polak, Robert Brylewski, Jan Pęczak, Vavamuffin, Gutek oraz SOFA.
Na scenie pojawiły się także znane osobistości polskiego kina i show-businessu, wyrażając swoje poparcie dla demokracji na Białorusi: Agata Buzek, Maja Komorowska, Maciej Stuhr, bracia Marcin i Rafał Mroczkowie oraz Zbigniew Zamachowski.
Organizatorami imprezy były: Inicjatywa Wolna Białoruś, Telewizja Polska i miasto stołeczne Warszawa. Kierownikiem muzycznym był Dariusz Malejonek. Znaczny wkład w organizację miał Klub Inteligencji Katolickiej i liczni młodzi wolontariusze. Impreza zgromadziła znacznie większą publiczność niż przed rokiem – na placu Zamkowym było kilkanaście tysięcy widzów.

### 2008 – Włącz głos dla Białorusi!

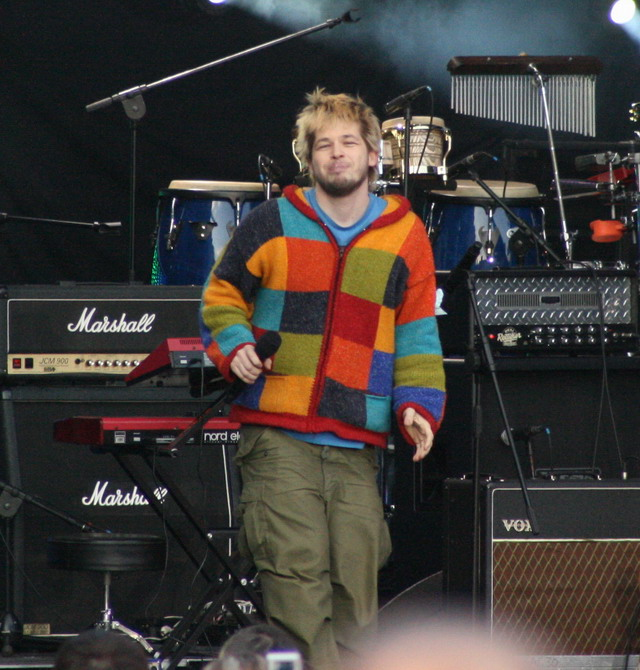
Wokalista zespołu Hurt na koncercie w 2008 r.

Trzeci z koncertów odbył się 30 marca 2008 roku, również na placu Zamkowym. Hasłem imprezy było „Włącz głos dla Białorusi!”, a tematem przewodnim – fatalna sytuacja języka białoruskiego na Białorusi i brak szacunku dla kultury i historii tego kraju ze strony jego władz. Wystąpili polscy muzycy: Hubert Dobaczewski z grupy Lao Che, Tomasz Makowiecki, Aga Zaryan, Hurt, Kuba Kawalec z Happysad, Maleo Reggae Rockers, Stanisław Sojka i Justyna Steczkowska. Z białoruskich artystów wystąpili: IQ48, Alaksandr Kulinkowicz, Pomidor/OFF, Rusia, Dzmitryj Wajciuszkiewicz i Lawon Wolski z grupy N.R.M. Wyrazy solidarności ze sceny wyrazili także polscy aktorzy i ludzie kultury. Gośćmi specjalnymi imprezy byli Uładzimir Kołas – dyrektor działającego w podziemiu Białoruskiego Liceum Humanistycznego im. Jakuba Kołasa, a także Swiatłana Zawadska - żona zaginionego dziennikarza Dzmitryja Zawadskiego, od lat usiłująca wyjaśnić jego los. Imprezę prowadzili w duecie Lawon Wolski i polski dziennikarz. W przerwach między występami muzyków przedstawiali publiczności żartobliwe dialogi na temat polsko-białoruskich kontrastów. Wolski, ubrany w zielono-czerwoną koszulkę i czapkę, wystąpił w roli białoruskiego zwolennika Łukaszenki. Trzymając w ręku egzemplarz rządowej gazety „Sowietskaja Biełorussija” spierał się z polskim kolegą o wyższości łukaszenkowskiego systemu nad polską demokracją. W momencie kulminacyjnym koncertu na scenę z tłumu widzów zostali zaproszeni zwolennicy niepodległości Tybetu z tybetańskimi flagami i portretem XIV Dalajlamy. W trakcie koncertu wolontariusze zbierali wśród publiczności datki na rzecz Liceum im. Kołasa.
Główną część koncertu transmitowały na żywo stacje telewizyjne: TVP Info oraz Biełsat TV. Transmisję radiową na żywo zapewniły Polskie Radio Program I, a także białoruskojęzyczne Europejskie Radio dla Białorusi i Białoruskie Radio Racja. Stacja TVP2 rejestrowała koncert, a następnie retransmitowała go późno w nocy. Organizatorami imprezy były: Inicjatywa Wolna Białoruś, Miasto Stołeczne Warszawa i TVP. Na koncert przyszło, według różnych źródeł, od 10 do 14 tysięcy widzów. Wśród publiczności powiewały biało-czerwono-białe flagi, a także transparenty, m.in. Młodzi Demokraci solidarni z Białorusią.

### 2009 – Usłysz Białoruś!

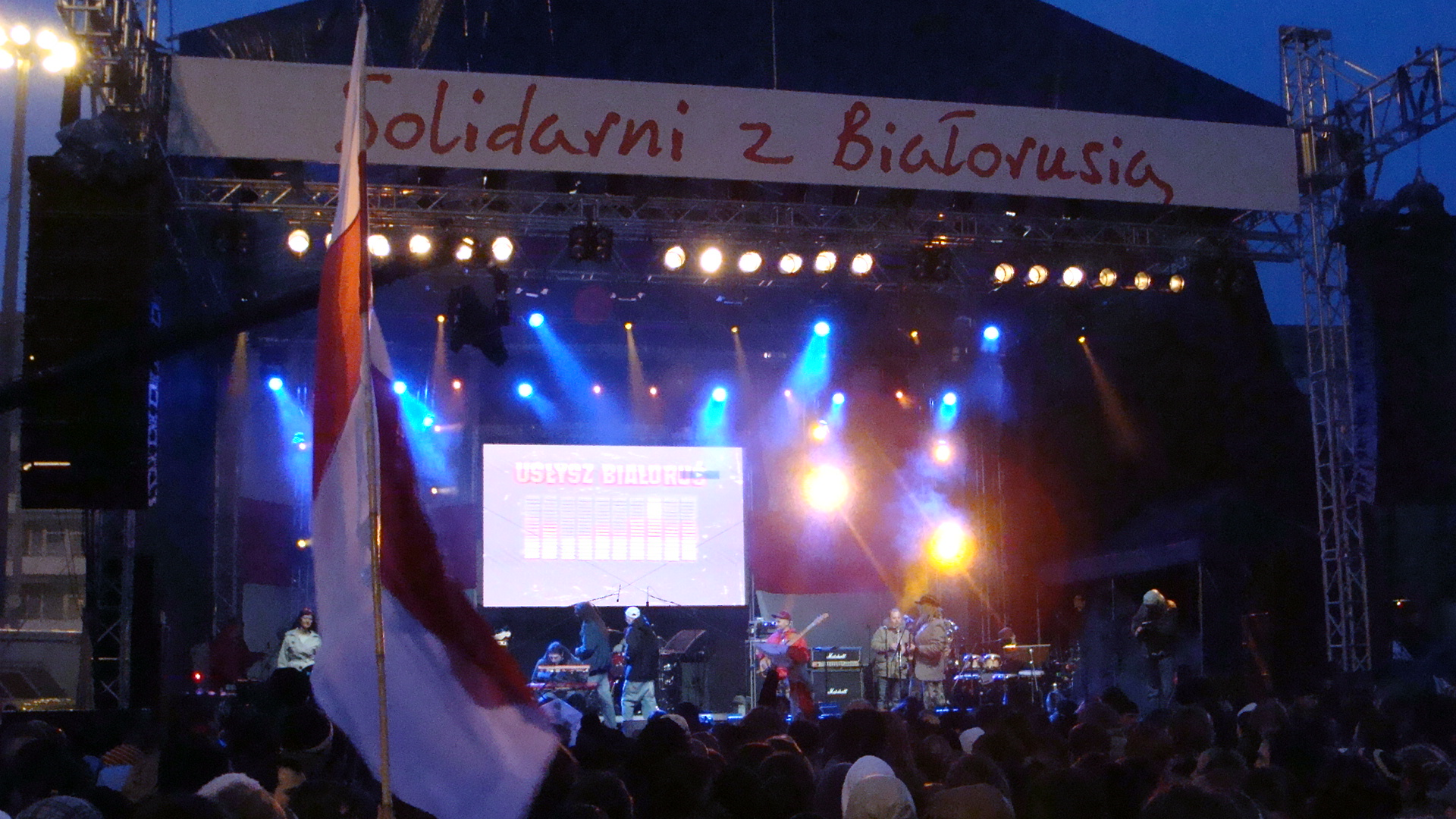
Koncert w 2009 roku

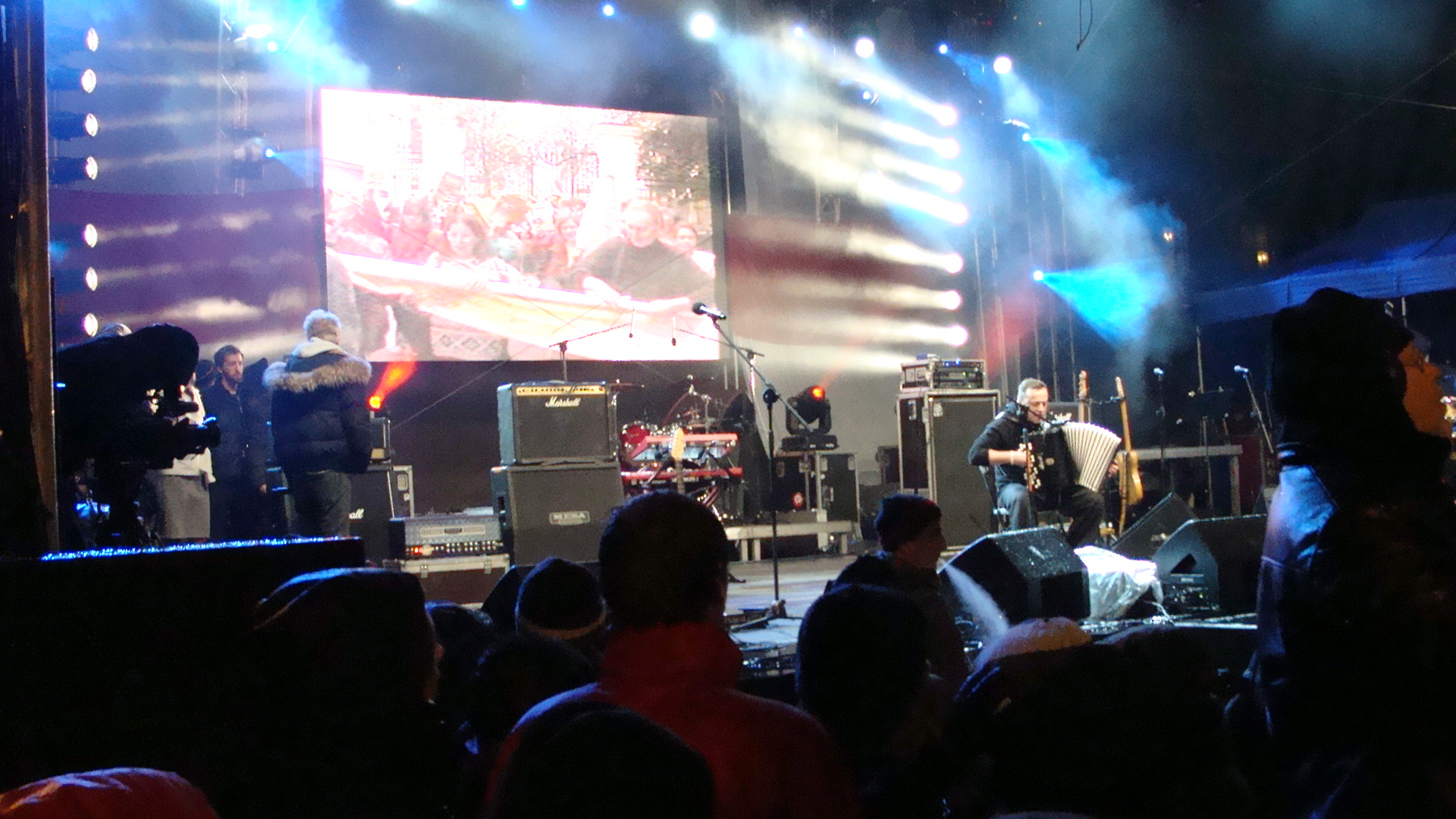
Czesław Śpiewa podczas koncertu w 2009 r.

Czwarty koncert odbył się 22 marca 2009 roku na Placu Teatralnym w Warszawie. Jego organizatorami były: Inicjatywa Wolna Białoruś i Miasto Stołeczne Warszawa. Wystąpiły białoruskie zespoły Dali i Miód, a także muzycy: Wałoszyn, Andre Karp, Alaksandr Rakawiec z zespołu IQ48, Nasta Niakrasawa i Dzmitryj Chadniewicz. Wśród polskich muzyków wystąpili: Grzegorz Markowski (wykonał piosenkę Chcemy być sobą), Halina Frąckowiak, Czesław Śpiewa, Robert Brylewski, Adam Nowak z zespołu Raz, Dwa, Trzy, Sidney Polak, Tymon Tymański, Gutek i Gaba Kulka, a także zespoły EastWest Rockers, Izrael i Maleo Reggae Rockers, Mute i Sienna Gospel Choir. Na scenie pojawili się też Bronisław Wildstein i Agnieszka Romaszewska-Guzy z wyrazami solidarności dla Białorusinów. Prowadzącym był Robert Leszczyński. Koncert odbywał się w niesprzyjających warunkach pogodowych – niskiej temperaturze i padającym deszczu. Przyszło na niego ok. 13 tysięcy widzów.
Koncert 22 marca stanowił ukoronowanie całego cyklu białoruskich imprez pod hasłem „Usłysz Białoruś!”, które miały miejsce w Warszawie w dniach 15–27 marca. 15 marca w klubie Punkt odbył się koncert „Reggae dla Białorusi”, na którym wystąpili: Habakuk, Izrael i białoruski bard Wiktor Szałkiewicz. 16 marca w siedzibie Klubu Inteligencji Katolickiej na ul. Freta 20/24a miała miejsce debata o tematyce białoruskiej. 18 marca w klubie Powiększenie zorganizowano pokaz białoruskich filmów dokumentalnych: Białoruski Dekameron w reżyserii Wiktara Daszuka i Zwyczajny prezydent w reżyserii Juryja Chaszczawadskiego; po pokazie miała miejsce degustacja białoruskiej kuchni. Tego samego dnia w klubie Fresh odbył się koncert hip-hopowy o nazwie „Siła słowa”; wystąpili na niem: Mes, Numer Raz, Muflon, Proceente i inni. W nocy z 18 na 19 marca zorganizowano akcję protestacyjną przeciwko brakowi wolności słowa na Białorusi – „Daj głos Białorusinom”. Była to część międzynarodowej akcji, wymyślonej przez Młodych Europejskich Federalistów. Uczestnicy akcji kneblowali usta pomnikom w mieście, wieszając na ich tabliczkę „Oddaję głos Białorusinom”. 19 marca w klubie Medyk odbył się koncert rockowy, na którym wystąpiły białoruski zespół Miód, a także polskie Hurt i Mute. 22 marca na placu Teatralnym miała miejsce główna, największa impreza – koncert „Solidarni z Białorusią”. 23 marca w klubie Kamieniołomy odbył się koncert rockowy, na którym wystąpił białoruski zespół Dali. 25 marca zorganizowana została demonstracja z okazji Dnia Woli – obchodzonego przez białoruską opozycję święta upamiętniającego rocznicę ogłoszenia niepodległości Białoruskiej Republiki Ludowej. Demonstranci, wśród których byli mieszkający w Warszawie Białorusini, a także Polacy (m.in. reżyser Mirosław Dembiński), przeszli spod pomnika Kopernika pod Sejm. Tam wręczyli posłowi Michałowi Szczerbie petycję z prośbą o zwrócenie uwagi na sytuację na Białorusi. 27 marca odbyła się Masa Krytyczna, która zawierała białoruskie elementy – muzykę i biało-czerwono-białe flagi.

### 2010 – Wolność potrzebuje rozgłosu
Piąty koncert z cyklu miał odbywać się pod hasłem „Wolność potrzebuje rozgłosu”. Zaplanowano go na 11 kwietnia 2010 roku na godzinę 17., ponownie na Placu Teatralnym w Warszawie. Wśród wykonawców mieli się pojawić liczni polscy artyści: Sidney Polak, Akurat & WU-HAE, Maleo Reggae Rockers, Jan Pęczak i The Relievers, Duże Pe (Masala / Cinq G / Radio Euro), Ewelina Flinta, Robert Brylewski, Jupik. Oprócz nich wystąpić też miały białoruskie zespoły Sprat, Recha i muzycy: Sława Korań i Alaksandr Kulinkowicz, Dzmitryj Kazłouski i Anastasija Niakrasawa. W przerwach między kolejnymi występami na telebimach miały być wyświetlane krótkie filmy opowiadające o problemach Białorusinów – studentów, przedsiębiorców i działaczy opozycyjnych. W zamyśle organizatorów, wideoklipy miały za zadanie wywołać refleksje u widzów na temat łamania praw człowieka na Białorusi. Jednocześnie z koncertem miała odbywać się impreza towarzysząca – kiermasz charytatywny „Hand made dla dzieci”, w czasie którego planowano sprzedawać drobne, wykonane własnoręcznie przedmioty (kolczyki, broszki, obrazki na szkle, zakładki do książek itp.). Dochód z kiermaszu miał być przeznaczony na zakup białoruskojęzycznej literatury dla dzieci z domów dziecka.
W związku z katastrofą polskiego Tu-154 w Smoleńsku, która miała miejsce 10 kwietnia, koncert został odwołany. Odbyła się jednak, trwająca od 1 do 16 kwietnia i powiązana z koncertem, wystawa fotograficzna „Wolność bez wielkich słów” w Traffic Club w Warszawie. Odwiedzający mogli zobaczyć na niej prace młodych polskich i białoruskich fotografów. Miał też miejsce konkurs dla młodych muzyków-amatorów, który poprzedzał koncert. Jego uczestnicy przygotowali piosenki o tematyce wolnościowej, a poprzez sondę internetową wybrano najlepszą z nich. Nagrodą miał być występ na koncercie.

### 2011 – Usłysz nas!

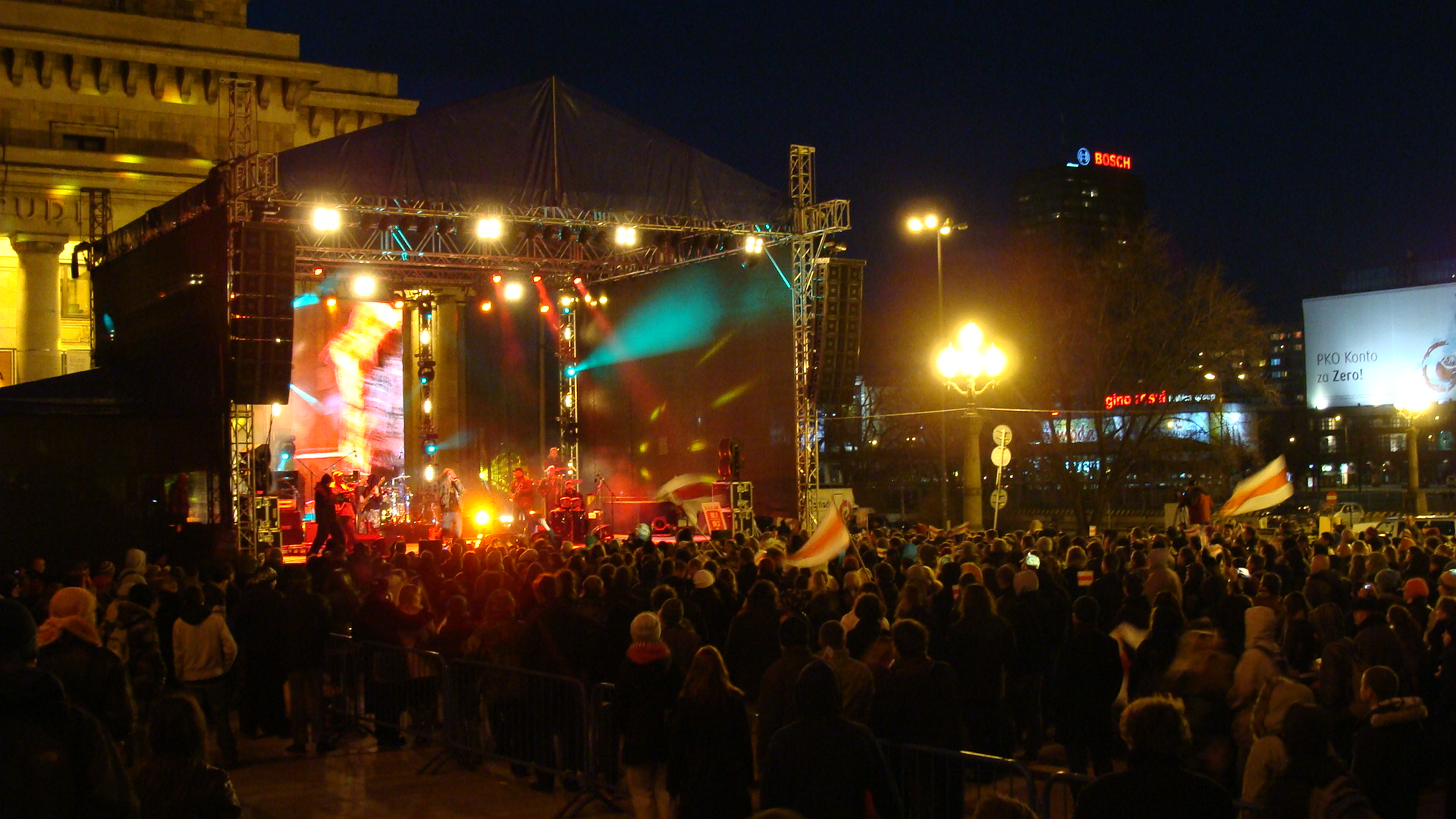
Koncert na placu Defilad w Warszawie, 27 marca 2011 r.

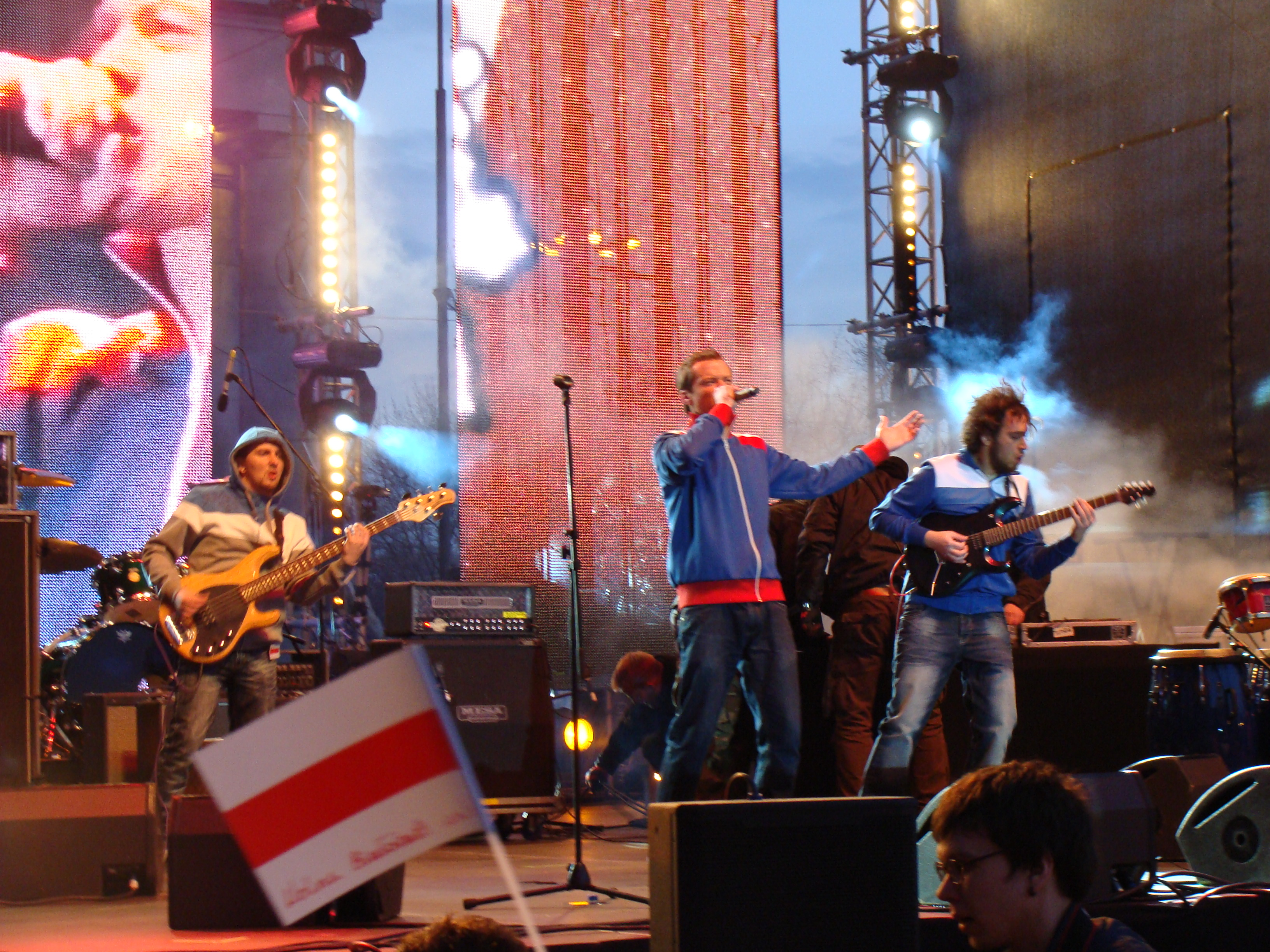
Vinsent podczas koncertu, 27 marca 2011 r.

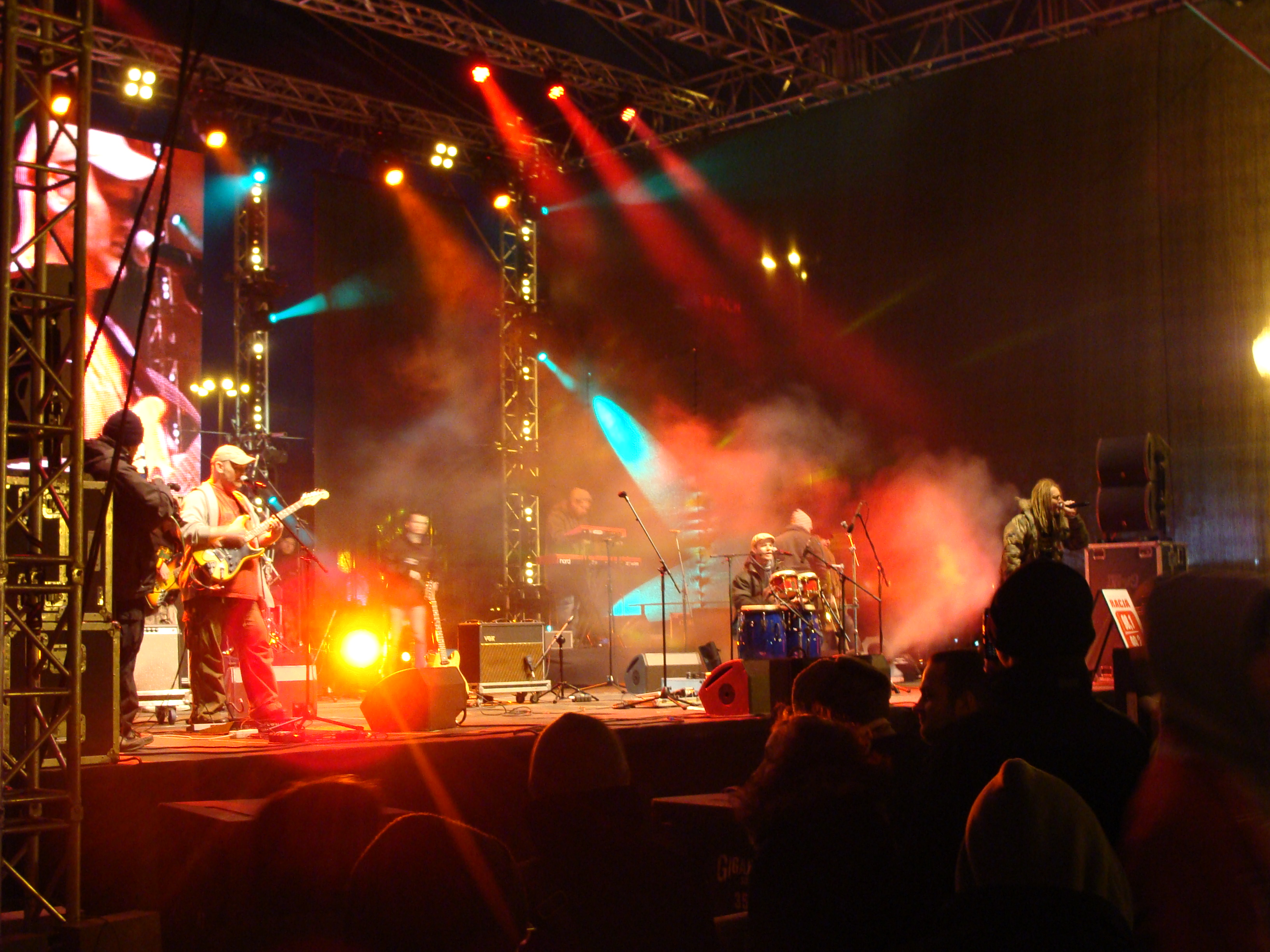
Maleo Reggae Rockers podczas koncertu, 27 marca 2011 r.

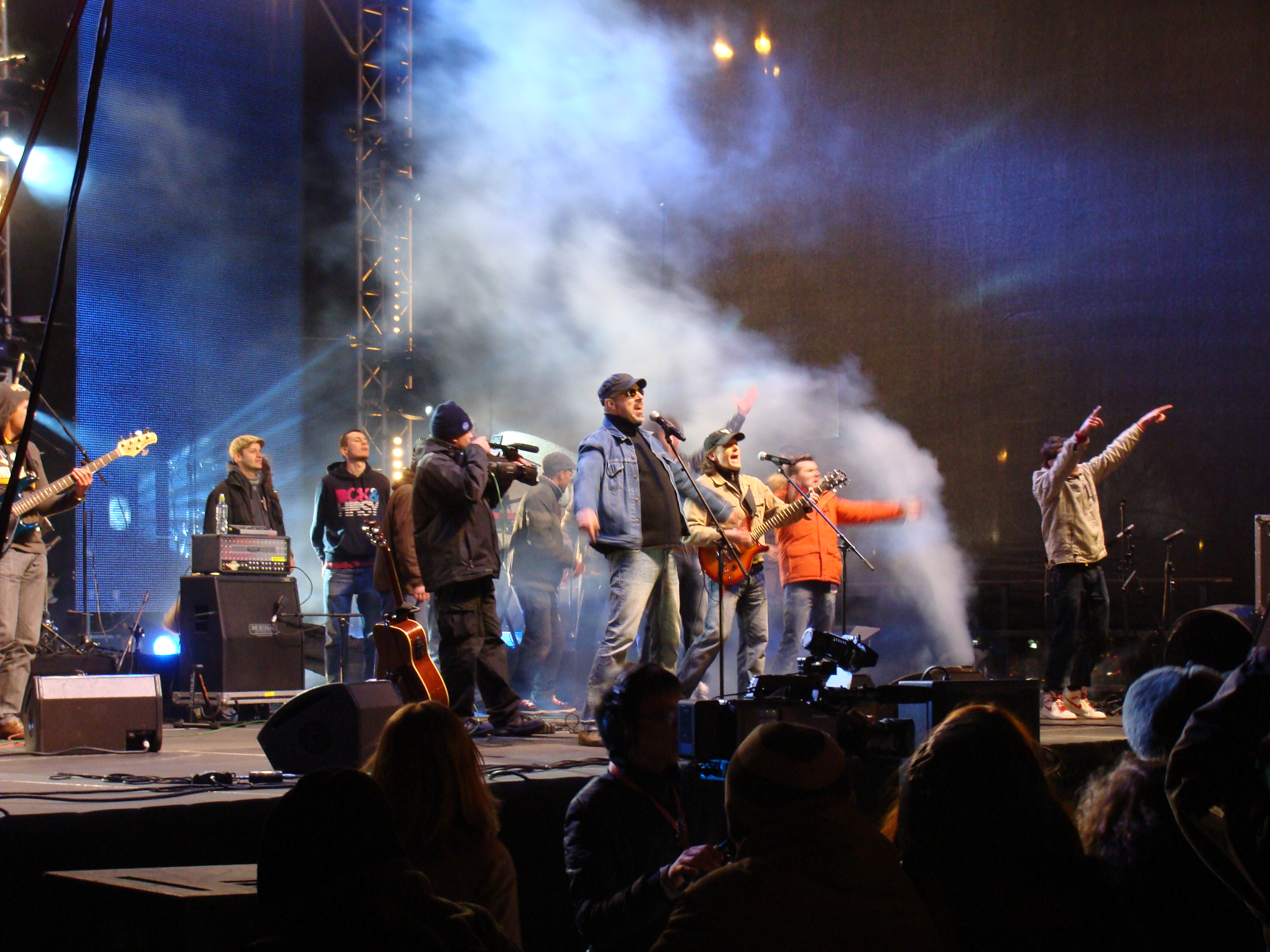
Krama podczas koncertu, 27 marca 2011 r.

W 2011 roku impreza rozszerzyła się na inne miasta, zarówno polskie, jak i zagraniczne. Jej hasłem w tym roku było „Usłysz nas!”.

#### Polska
Główny koncert miał miejsce na placu Defilad w Warszawie, o godzinie 18:30. Zagrały trzy zespoły białoruskie (Krama, Recha, Vinsent) i trzy polskie (Akurat, Jan Staszewski (Janusz) i Maleo Reggae Rockers). Na imprezie wystąpił też Szymon Majewski ucharakteryzowany na Alaksandra Łukaszenkę, który przyjechał czarną sowiecką limuzyną, pojawił się na scenie w towarzystwie ochroniarzy i „podziękował za koncert dla niego”. Prowadzącym był Robert Leszczyński. Koncert zgromadził kilkuset widzów. Wcześniej tego samego dnia zorganizowano grę miejską, w czasie której uczestnicy mogli się poczuć jak działacze białoruskiej opozycji. Zmagali się oni w wielu konkurencjach nawiązujących do realiów walki z dyktaturą, takich, jak: rozklejanie plakatów, szmuglowanie ulotek, unikanie tajniaków i milicji, korzystanie z telefonu polowego na podsłuchu.
W Białymstoku 26 marca o godzinie 17. w klubie „Loft” odbył się koncert, na którym wystąpiły cztery miejscowe zespoły (Miejski Klub Przyjaciół Chilloutu, Scrapped Culture, Blow Art i The Greed), a także białoruski zespół Relikt. Imprezę poprzedził „Marsz Wolności”, który wyruszył spod pomnika Józefa Piłsudskiego pół godziny przed koncertem. Jego organizatorami były Stowarzyszenie „Młodzi Demokraci” i Młodzieżowa Rada Miejska w Białymstoku. Uczestnicy, ok. 20 młodych osób, zażądali od władz Białorusi uwolnienia aresztowanych i zaprzestania represji politycznych.
W Gdańsku 26 marca o godzinie 13:30 w Teatrze w Oknie odbył się minikoncert białoruskiego zespołu Recha. Imprezę poprzedziła demonstracja przy Długim Targu popierająca walkę z reżimem Łukaszenki. Organizatorami przedsięwzięcia byli uczący się w Trójmieście studenci z Białorusi, koło naukowe UG „Mozaika”, biuro „Gdańsk i Metropolia Europejska Stolica Kultury 2016” oraz działające w Sopocie Białoruskie Towarzystwo Kulturalne Chatka.
W Katowicach 27 marca o godzinie 18. na ulicy Mariackiej odbył się koncert, na którym wystąpiły trzy polskie zespoły: Cała Góra Barwinków, Leniwiec i Radical Garaża, a także białoruski zespół z Połocka – Indra. Imprezę otworzył europarlamentarzysta dr Marek Migalski, który wyraził poparcie dla tego typu inicjatyw. Wystąpił też Eduard Hładyszeu, białoruski student i opozycjonista z Krakowa, który opowiedział o łamaniu praw człowieka i zasad demokracji na Białorusi. Koncert zgromadził kilkaset osób w różnych wieku, wśród których byli białoruscy studenci studiujący w Katowicach. Organizatorem przedsięwzięcia było Stowarzyszenie Projekt Śląsk, a współorganizatorami Biuro Posła do Parlamentu Europejskiego dra Marka Migalskiego oraz Miasto Katowice.
W Kielcach 25 i 26 marca od południa do wieczora w klubie Woor na placu Wolności odbywały się „Dni Solidarności z Białorusią”. Zorganizowano akcję pisania listów do władz Białorusi z apelem o uwolnienie opozycjonistów. Wyświetlano filmy dokumentalne na temat sytuacji politycznej i społecznej na Białorusi, relacje białoruskich opozycjonistów i białoruskie filmy fabularne o lżejszej tematyce. Pierwszego dnia imprezy odbyła się także dyskusja na temat Białorusi, w której uczestniczyli działacze społeczni i przedstawiciele organizacji pozarządowych. Organizatorami imprezy były Stowarzyszenie Centrum Wolontariatu oraz Inicjatywa Wolna Białoruś, a koordynatorką była Emilia Michta.
W Krakowie wydarzenia kulturalne trwały trzy dni. W czwartek 24 marca o godzinie 17. w Małym Collegium Paderevianum odbyło się dyktando z języka białoruskiego. Jego tekst opracował dr Dzmitryj Klabanau, pracownik Instytutu Filologii Wschodniosłowiańskiej Uniwersytetu Jagiellońskiego, autor książki Krok po kroku poznajemy Białoruś. W piątek 25 marca w klubie Cisza na ul. Brackiej 3–5 o godzinie 18. miał miejsce wernisaż wystawy malarstwa i grafiki białoruskiej artystki, blogerki i prezenterki radiowej Niki Sandros. Po wernisażu odbył się kameralny koncert piosenki białoruskiej w wykonaniu młodego białoruskiego muzyka Nikifora Malinouskiego. W sobotę 26 marca w kawiarni Noworolski w Sukiennicach o godzinie 19. zorganizowano wieczór poezji białoruskiej i polskiej. Swoje wiersze czytali poeci z Białorusi: Iryna Chadarenka i Pawieł Nadolski. Wiersze innych białoruskich i polskich poetów w oryginale i w przekładzie czytali studenci Państwowej Wyższej Szkoły Teatralnej oraz członkowie Towarzystwa Białoruskiego.
W Sopocie 25 marca o godzinie 19. w sali koncertowej Polskiej Filharmonii Kameralnej na terenie Opery Leśnej odbył się koncert białoruskich muzyków: barda Dzmitryja Wajciuszkiewicza i zespołu Recha. Impreza była płatna. Organizatorami byli białoruscy studenci z Uniwersytetu Gdańskiego, członkowie Studenckiego Koła Naukowego UG „Mozaika”, przy wsparciu Inicjatywy Wolna Białoruś, Białoruskiego Towarzystwa Kulturalnego „Chatka”, biura „Gdańsk i Metropolia Europejska Stolica Kultury 2016 – Kandydat” oraz stowarzyszenia „Kultura Miejska”. Wydarzenie objęte było patronatem honorowym prezydenta miasta Sopotu Jacka Karnowskiego.
W Szczecinie 13 marca o godzinie 18. w Domu Kultury „Słowianin” odbył się koncert zespołów: Ciastakęs, Annalisa, Kumka Olik i Titus’ Tommy Gunn. W przerwie między nimi wystąpił Franciszak Wiaczorka, białoruski działacz demokratyczny. Impreza była płatna, a całkowity dochód z imprezy został przekazany na cele statutowe Inicjatywy Wolna Białoruś. Organizatorami były: I Liceum Ogólnokształcące w Szczecinie, Dom Kultury „Słowianin” oraz Europejskie Stowarzyszenie Studentów Prawa ELSA Szczecin. Imprezę wsparły: Gmina Nowe Warpno, Starostwo Powiatowe w Policach, Zachodniopomorski Urząd Marszałkowski, Urząd Miasta Szczecin, Uniwersytet Szczeciński, Gazeta Wyborcza Szczecin, Polskie Radio Szczecin.

##### Incydent we Włocławku
Impreza w ramach akcji Solidarni z Białorusią była planowana także we Włocławku. Jej inicjatorem i organizatorem była organizacja pozarządowa Projekt Włocławek. 22 marca w Zespole Szkół Katolickich miało się odbyć spotkanie młodzieży z białoruskim opozycjonistą, a 27 marca we Włocławskim Centrum Kultury przewidziany był koncert białoruskiego folkowo-rockowego zespołu Ban Żwirba z Homla oraz dwóch włocławskich grup muzycznych w roli supportu. Przed koncertem zaplanowano rozstrzygnięcie konkursu na karykaturę Alaksandra Łukaszenki. Organizatorzy spodziewali się ok. 300–400 widzów, którym zamierzali rozdać biało-czerwono-białe wstążki, symbolizujące solidarność z demokratycznymi dążeniami Białorusinów. Impreza miała być bezpłatna. Jej koszt, na który składał się transport i nocleg białoruskich muzyków oraz druk plakatów, zobowiązało się pokryć Włocławskie Centrum Kultury.
Przedsięwzięcia jednak nie doszły do skutku. Na dwa tygodnie przed imprezą wycofało się Włocławskie Centrum Kultury, podobnie postąpił Zespół Szkół Katolickich. Organizatorzy próbowali przenieść imprezę, jednak dwie szkoły, do których się zwrócili, również odmówiły. Według Mariusza Sieraczkiewicza z Projektu Włocławek, który był koordynatorem przedsięwzięcia, odmowę nieoficjalnie uzasadniano przyczynami politycznymi, wyjaśniając, że miasto nie życzy sobie imprez krytycznych wobec władz Białorusi. Włocławek jest miastem partnerskim białoruskiego Mohylewa i prowadzi z nim ścisłą współpracę. Zdaniem Sieraczkiewicza, władze miasta już wcześniej reagowały negatywnie na akcje potępiające łamanie praw człowieka na Białorusi. Według przedstawicieli Włocławskiego Centrum Kultury imprezę trzeba było odwołać z przyczyn finansowych, ponieważ pojawił się niespodziewany wydatek za naprawę.

#### Świat
W 2011 roku imprezy w ramach akcji Solidarni z Białorusią odbyły się po raz pierwszy także poza granicami Polski. 26 kwietnia w Wilnie, w Domu Wspólnot Narodowych, została zorganizowana impreza świąteczna z okazji 93. rocznicy ogłoszenia niepodległości Białoruskiej Republiki Ludowej. W jej trakcie zostało odczytanych kilka referatów o tematyce historycznej, a także wystąpił zespół bardów z Wisagini. Organizatorem było Towarzystwo Kultury Białoruskiej w Wilnie przy wsparciu Inicjatywy Wolna Białoruś. Koordynatorem był Uładzisłau Hurynowicz.

### 2012

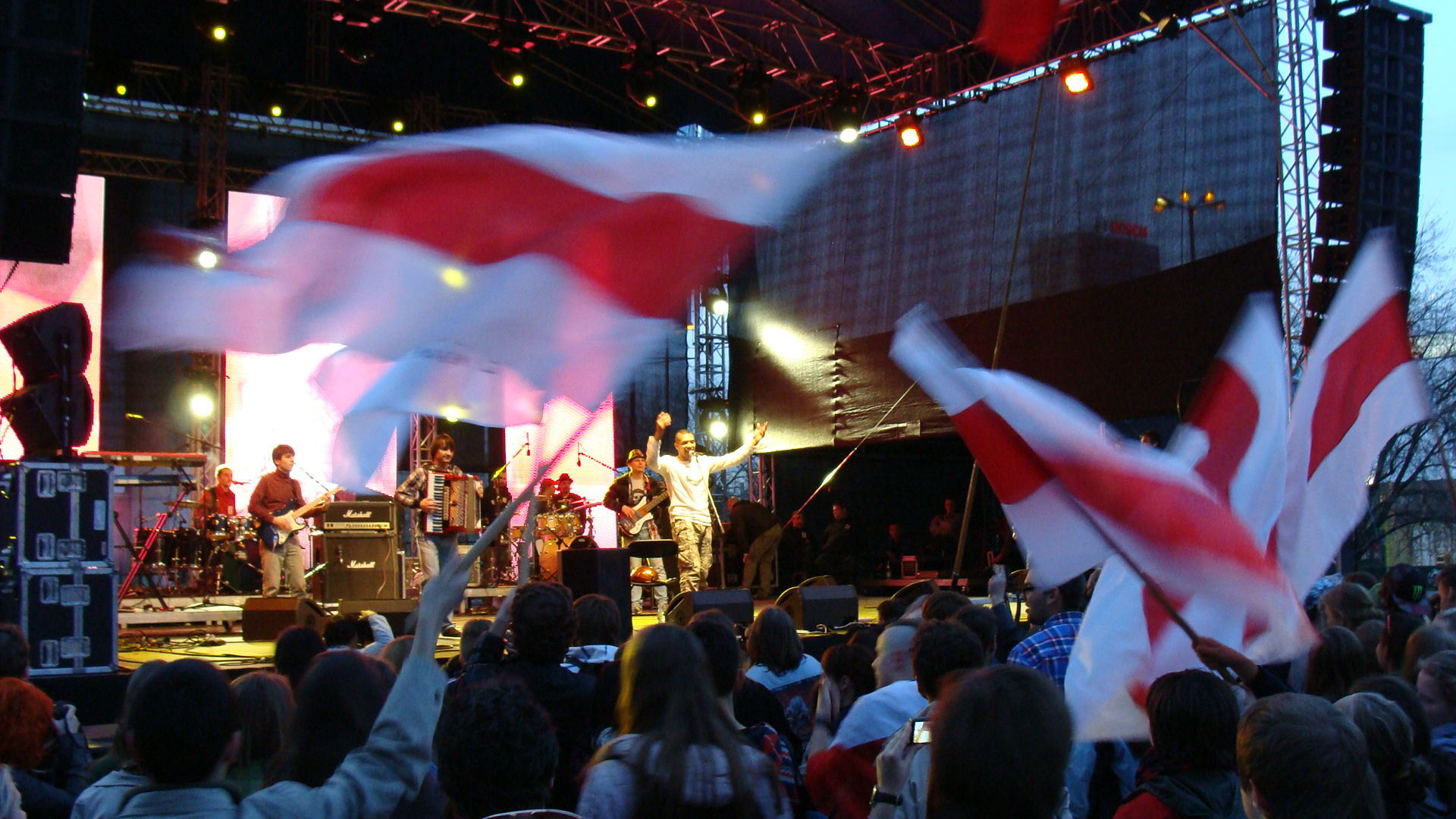
Występ zespołu Recha podczas koncertu w Warszawie w 2012 roku

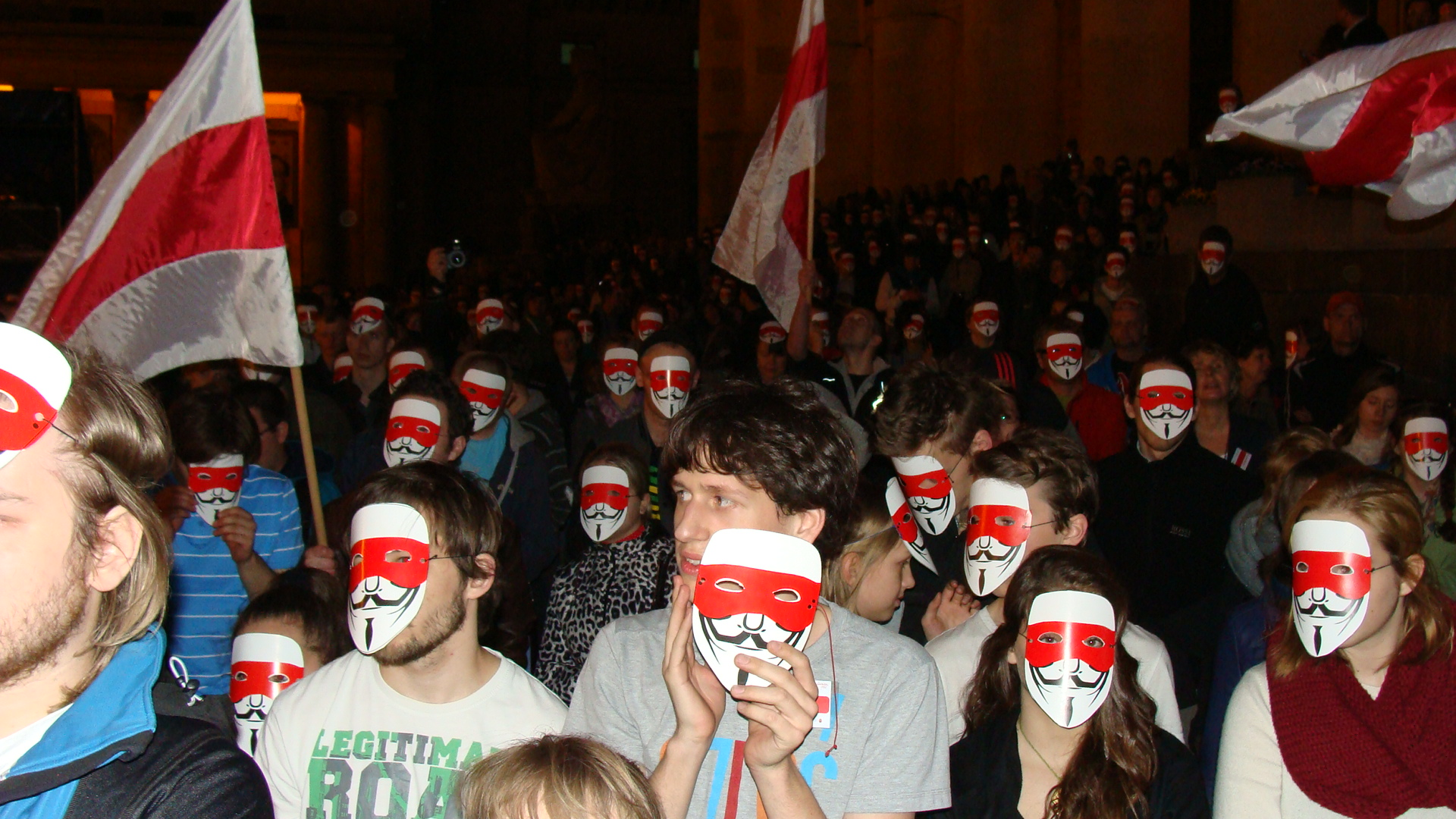
Publiczność w maskach podczas koncertu w Warszawie w 2012 roku

W 2012 roku koncert „Solidarni z Białorusią” odbył się 22 kwietnia o godzinie 19. na placu Defilad w Warszawie. Organizatorami były Inicjatywa Wolna Białoruś i Miasto Stołeczne Warszawa. Wystąpiły na nim zespoły polskie: Habakuk, Vavamuffin, Maleo Reggae Rockers, Paula i Karol, Skowyt i członkowie projektu muzycznego R.U.T.A., a także zespoły białoruskie: Recha, Vinsent, Dzmitryj Wajciuszkiewicz i WZ Okiestra. R.U.T.A. zagrała utwory przygotowywane na nową płytę. Wokalista Rechy, Andrej Takindang, w czasie występu nazwał Warszawę miastem wolności. Wyrazy poparcia dla demokratycznych dążeń Białorusinów wyrazili ze sceny Jerzy Buzek, Tadeusz Mazowiecki i Agnieszka Romaszewska-Guzy. Wkrótce po nich wystąpili dwaj białoruscy działacze opozycyjni: Franciszak Wiaczorka i Alaksandr Zarambiuk, którzy m.in. dziękowali Polakom za poparcie kandydatury Alaksandra Bialackiego do Pokojowej Nagrody Nobla. Przed publicznością pojawiła się też Julia Bandarenka, córka białoruskiego opozycyjnego polityka Dzmitryja Bandarenki. Wyraziła ona przekonanie, że jej ojciec został zwolniony z więzienia m.in. dzięki solidarności Polaków. W kulminacyjnym momencie osoby na scenie oraz widzowie założyli na twarze biało-czerwono-białe maski Guya Fawkesa. Fotografia z tego wydarzenia zwróciła uwagę białoruskich niezależnych mediów i była komentowana w białoruskim internecie. Po raz pierwszy prowadzącym imprezę był Marek Sierocki. Koncert nagrywany był przez telewizję Biełsat TV w celu późniejszej retransmisji.
Impreza zgromadziła według różnych źródeł od kilkuset, przez pół tysiąca, do kilku tysięcy widzów. Według organizatorów, rozdano wśród publiczności 1,8 tys. masek, jednak nie wystarczyło ich dla wszystkich. Wielu widzów trzymało biało-czerwono-białe flagi, obecna była też flaga Europejskiego Uniwersytetu Humanistycznego. W czasie trwania koncertu działacze społeczni związani z projektem „Build democracy, not regime” zbierali podpisy pod petycją do Parlamentu Europejskiego z apelem o spójną politykę Unii Europejskiej wobec Białorusi i przeciwko prywatnym interesom, które wspierają władzę Łukaszenki.
W czasie organizacji warszawskiej imprezy miał miejsce incydent związany z jej hasłem. Według pomysłu organizatorów z Inicjatywy Wolna Białoruś miało ono brzmieć: 22 kwietnia Polska będzie drugą Białorusią. W takiej wersji zostało wydrukowane m.in. na plakatach reklamowych. Kilka dni przed koncertem władze miasta, które były jego współorganizatorem, uznały, że może ono nawoływać do nienawiści. Zostało zatem zmienione na 22 kwietnia Polska będzie solidarna z Białorusią, a wszystkie plakaty ręcznie zmodyfikowano poprzez doklejenie na nich naklejki.
Koncerty w ramach akcji „Solidarni z Białorusią” odbyły się także w Szczecinie i Gdańsku.

### 2018 – Na co komu wolność?

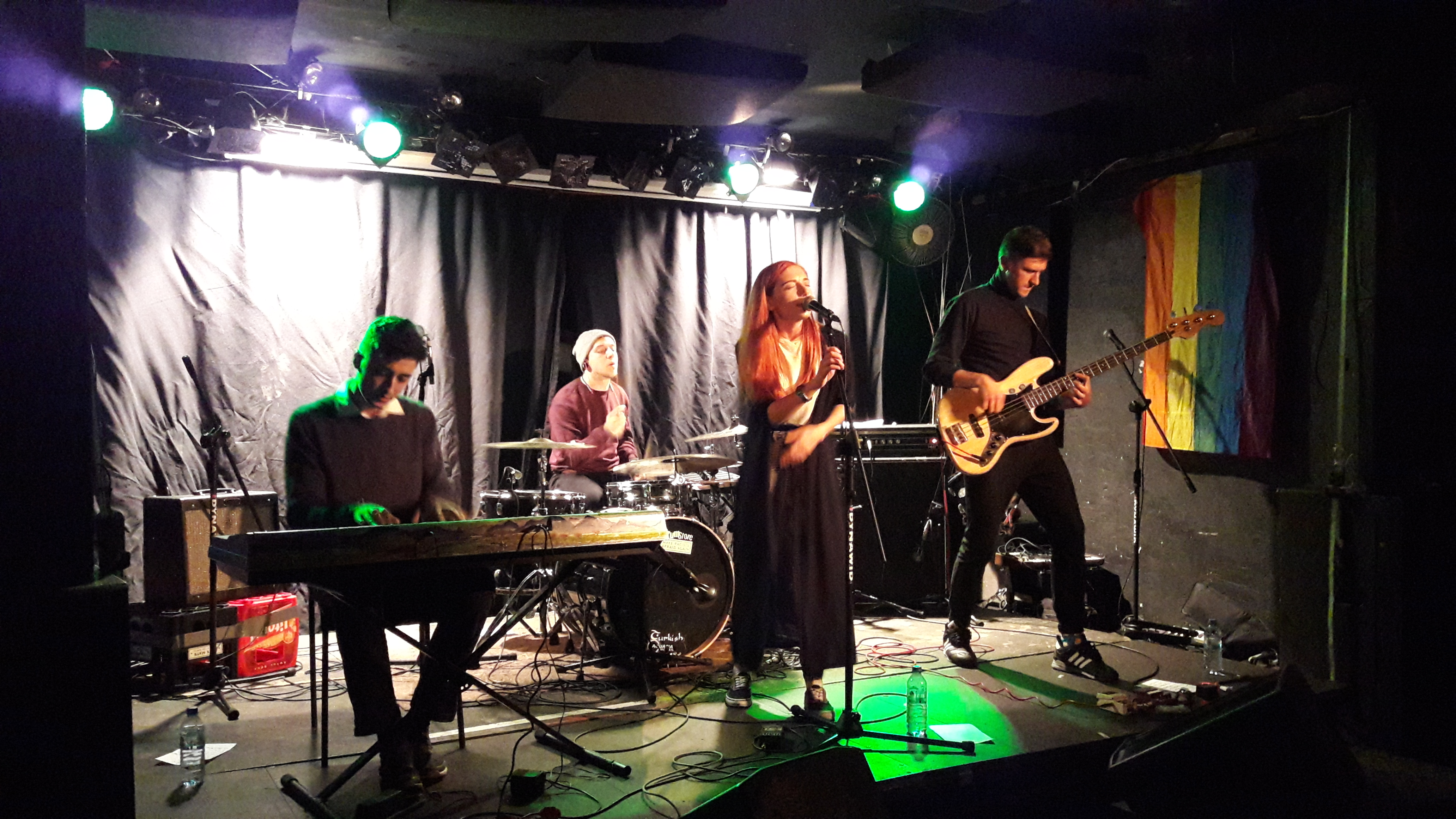
Ukraiński zespół Kolir na koncercie w 2018 roku

Od 2017 roku impreza zmieniła format z wielkich koncertów pod gołym niebem na mniejsze, bardziej kameralne muzyczne spotkania w klubach. Wpłynęły na to takie czynniki, jak: spadek zainteresowania sprawami białoruskimi w polskim społeczeństwie, spadek nadziei na zmiany polityczne na Białorusi oraz radykalne ograniczenie tematyki białoruskiej w polskich mediach.
Koncert w 2018 roku został zorganizowany pod hasłem „Na co komu wolność?”. Według organizatorów było to pytanie skierowane zarówno do Białorusinów, jak i Polaków i odnosiło się do aktualnego problemu wolności obu społeczeństw. Miało ono zwrócić uwagę, że zbyt rzadko myślimy o własnej wolności i nie zauważamy, jak łatwo ją stracić. W kampanii informacyjnej poprzedzającej koncert organizatorzy nawiązywali nie tylko do problemów białoruskiej demokracji, ale także bieżących kontrowersyjnych wydarzeń mających miejsce w Polsce, np. sporu wokół reformy sądownictwa. Koncert odbył się 24 października o godzinie 18:00 w warszawskim klubie „Pogłos”. Wystąpiły zespoły z Białorusi, Polski i Ukrainy: Mustelide i Dlina Volny z Mińska, Kolir z Odessy oraz polskie grupy Rosa Vetrov i duet Damięcka/Łukasiewicz. Impreza zgromadziła około 70 osób. W ocenie mediów, porównując po poprzednich edycji, przyjęła ona bardziej filozoficzno-kosmopolityczny kierunek.

## Krytyka
Organizatorzy i uczestnicy koncertów nie ustrzegli się krytyki. Marcin Połeć ostrej krytyce poddał konwencję II koncertu i jego komercjalizację. Białoruski dziennikarz Maksim Żbankou, odnosząc się do koncertu w 2008 roku, skrytykował np. dobór uczestników, kolejność ich występów (Sojka po energicznej muzyce), jak również pomysł wykorzystania skeczy z udziałem Lawona Wolskiego, który odgrywał rolę Białorusina-prostaczka. Uwadze Żbankoua nie uszło również głuche milczenie zgromadzonych na placu, kiedy na scenie skandowano Żywie Biełaruś (Жыве Беларусь!, Białoruś Żyje!) oraz porozrzucane na placu biało-czerwono-białe wstążki wcześniej rozdawane w celu przypięcia do odzienia.
Białoruski dziennikarz Siarhiej Budkin z portalu muzycznego „Tuzin Hitou” po koncercie w 2008 roku ocenił, że projekt „Solidarni z Białorusią” to idea doprowadzona do absurdu. Pierwszy koncert był prawdziwym przełomem i w pełni osiągnął swoje cele. Ale to, to odbywało się dalej inaczej niż profanacją nie nazwiesz. Jego zdaniem białoruscy muzycy zostali zepchnięci na drugi plan i wyglądało wszystko tak, jakby młodszy brat, który ma niezbyt dużo rozumu, przyjechał w gości do starszego – mądrego i zamożnego człowieka. Oskarżył organizatorów o bezideowość i wykorzystywanie białoruskiej sprawy dla własnych korzyści, w tym finansowych. Białoruski kulturolog i analityk kina Maksim Żbankou nazwał koncert w 2008 roku absolutnie pustym i koniunkturalnym.
W 2009 roku w trakcie koncertu ok. 5 starszych mężczyzn z Ruchu Suwerenność Narodu Polskiego zorganizowało pikietę, sprzeciwiając się przesłaniu imprezy. Mężczyźni trzymali polskie flagi i transparenty z napisem: Lepszy Łukaszenka niż z Kaczyńskim i Tuskiem męka oraz Czy Białoruś ma też iść tą samą drogą co ograbiona Polska?. Hasła demonstrantów zostały skomentowane ze sceny przez prowadzącego Roberta Leszczyńskiego: Ciekawe, czy Białorusini myślą podobnie….